# Trefusia spatulata
Trefusia spatulata is een rondwormensoort uit de familie van de Trefusiidae. De wetenschappelijke naam van de soort is voor het eerst geldig gepubliceerd in 1992 door Keppner.